# Rihoko Yoshida
Rihoko Yoshida (吉田 理保子?, Yoshida Rihoko; Tokyo, 24 gennaio 1949) è una doppiatrice giapponese nota anche per aver doppiato i personaggi femminili delle serie di anime di Gō Nagai.

## Doppiaggio
- UFO Robot Goldrake - Maria Grace Fleed
- Jeeg robot d'acciaio - Miwa Uzuki
- Getta Robot - Michiru Saotome
- Heidi - Clara
- Sampei - Helen Watson
- Danguard - Lisa Kirino
- Bia - La sfida della magia - Megu Kanzaki/Bia Japo
- Lady Oscar - Rosalie Lamorlière
- Sailor Moon SuperS - Badiane
- Lupin 3 - Lisa
- Urusei Yatsura - Kurama
- Mimì e le ragazze della pallavolo - Jenny
- Sui monti con Annette - Marie
- Scuola di polizia - Callahan